# Иванов, Георгий Иванов (космонавт)
Гео́ргий Ивано́в Ивано́в (наст. фамилия Кака́лов, болг. Георги Иванов Иванов (Какалов); род. 2 июля 1940, Ловеч) — первый болгарский космонавт. Генерал-лейтенант (2004). Герой Советского Союза. Кавалер ордена Ленина и медали «Золотая Звезда» (1979). Герой Народной Республики Болгария, кавалер ордена Георгия Димитрова (1979), кандидат физических наук (1984).

## Биография
В 1964 году окончил Высшее народное военно-воздушное училище им. Георгия Бенковского в звании лейтенанта, после чего служил пилотом-инструктором в училище. Член Болгарской коммунистической партии с 1968 года. С 1968 года по 1975 служил командиром эскадрильи ПВО. С 1975 года по 1978 служил командиром истребительной эскадрильи (лётчик-истребитель I класса). В 1977 году принял участие в отборе кандидатов от Болгарии для советско-болгарского космического полёта по программе «Интеркосмос». В январе 1978 года был направлен вместе с ещё тремя представителями НРБ для получения окончательного заключения Главной медицинской комиссии в СССР. Позднее был отобран в качестве одного из двух кандидатов от Болгарии для подготовки в космическому полёту. С марта 1978 года проходил общекосмическую подготовку в ЦПК им. Ю. А. Гагарина.
После совершения космического полёта продолжил нести воинскую службу, был инспектором ВВС Болгарии. Избирался в Великое народное собрание Республики Болгария. В начале 1990-х гг. принимал участие в создании частной авиакомпании «Эйр София», был управляющим директором.

## Космический полёт
Для совершения совместного советско-болгарского космического полёта по программе «Интеркосмос» были отобраны два претендента — Александр Александров и Георгий Какалов. Назначение в основной экипаж космического корабля «Союз-33» получил Какалов, по настоянию советской стороны ввиду неблагозвучности взявший фамилию Иванов. Командиром корабля стал советский космонавт Николай Рукавишников, для которого этот полёт стал третьим по счёту. Запуск состоялся 10 апреля 1979 года. Была запланирована стыковка со станцией «Салют-6», но стыковка сорвалась из-за поломки в двигателе корабля. Было принято решение о возвращении. При аварийном спуске на Землю, испытывая многократные перегрузки (до 10 g), на 31-м витке 12 апреля экипаж приземлился в 320 км к юго-востоку от города Джезказган. Продолжительность полёта составила 1 сутки 23 часа 1 минуту. 13 апреля 1979 года Георгию Иванову было присвоено звание Героя Советского Союза.
В 1986 году Георгий Иванов также был кандидатом на полёт (по программе «Шипка»), но не прошёл отбор. В космос тогда полетел Александр Александров, бывший в 1979 году дублёром Иванова.

## Награды
- Герой Народной Республики Болгария с вручением ордена «Георгий Димитров» (1979 год).
- Орден «Стара-планина» 1-й степени с мечами (23 марта 2004 года)[3].
- Герой Советского Союза с вручением ордена Ленина (13 апреля 1979 года, СССР).
- Медаль «За заслуги в освоении космоса» (12 апреля 2011 года, Россия) — за большой вклад в развитие международного сотрудничества в области пилотируемой космонавтики[4].

## Личная жизнь
Дважды был женат. От первого брака (с Натальей Русановой) дочь Ани, от второго (с Лидией) — сын Иван.